# Bobby Scott (musicus)
Robert William Scott (Mount Pleasant, 29 januari 1937 – New York, 5 november 1990) was een Amerikaans muzikant (zang, piano, vibrafoon), orkestleider, arrangeur en songwriter op de gebieden pop, easy listening en jazz.

## Biografie
Bobby Scott speelde naast zijn hoofdinstrumenten piano en vibrafoon ook accordeon, cello, klarinet en basgitaar. Hij studeerde bij Edvard Moritz aan de La Follette School of Music en werkte al op 11-jarige leeftijd als professioneel muzikant. Vanaf 1952 ging hij in de band van Louis Prima op tournees en nam hij tijdens de jaren 1950 op met o.a. Gene Krupa en Tony Scott. Zijn platendebuut had hij in 1953 bij Savoy Records met de op 15 maart opgenomen single I Married an Angel / But Beautiful en de 7 inch-ep Bobby Scott. Het komende jaar wisselde hij naar Bethlehem Records en maakte daar vanaf september 1954 zijn eerste opnamen voor het 10 inch-album Great Scott, opgenomen in een trio met bassist Whitey Mitchell en drummer Bill Bradley. In een uitgebreide bezetting nam hij eind 1954 met o.a. Eddie Bert, Hal McKusick, Milt Hinton en Osie Johnson een album op met eigen composities (The Compositions of Bobby Scott). Verdere opnamen daarvoor ontstonden in 1955 in Los Angeles met de Westcoast-jazzmuzikanten Conte Candoli, Frank Rosolino, Charlie Mariano, Bill Holman en Jimmy Giuffre.
In 1956 had Scott met de song Chain Gang, die zich plaatste in de hitlijsten (#13), zijn eerste hit als zanger in de Billboard Hot 100. Als orkestleider nam hij tijdens de tweede helft van de jaren 1950 een reeks albums op voor Verve Records (Bobby Scott Plays the Music of Leonard Bernstein), ABC Records/-Paramount Records, Mercury Records en Atlantic Records. In zijn bands werkten o.a. Bill Crow, Dick Garcia, Teddy Kotick, Jerome Richardson, Charlie Persip en Nabil Totah. Als songwriter won hij voor het nummer A Taste of Honey, dat The Beatles op hun eerste lp Please Please Me speelden, de Grammy Award in de categorie «Best Instrumental Theme». Naast A Taste of Honey was Scott ook betrokken bij de hit He Ain't Heavy, He's My Brother (1969) van The Hollies.
Tijdens de jaren 1960 werkte hij overwegend als docent en studeerde hij weer bij Moritz, soms werkte hij nog als pianist mee aan plaatopnamen voor o.a. Coleman Hawkins (1962), Quincy Jones (Strike Up the Band), aan Shirley Horns opnamen voor Mercury Records (1963), aan Chet Baker / Kenny Burrells Verve-album Baby Breeze (1965) en Wes Montgomerys album Movin'Wes (1968). Hij was ook werkzaam als arrangeur voor verschillende muzikanten op de gebieden jazz tot easy listening, o.a. voor Les en Larry Elgart. In 1989 ontstond nog zijn Nat King Cole-tributealbum For Sentimental Reasons, waaraan Bucky Pizzarelli, Steve LaSpina, Ronnie Zito resp. Jimmy Young meewerkten.

## Overlijden
Bobby Scott overleed in november 1990 op 53-jarige leeftijd.
- Biblioteca Nacional de España: XX887426
- Bibliothèque nationale de France: cb139323540 (data)
- Gemeinsame Normdatei: 134597095
- International Standard Name Identifier: 0000 0000 5950 655X
- Library of Congress Control Number: n91028868
- Nationale Bibliotheek van Letland: 000080411
- MusicBrainz: 009a9fa1-c002-4fd5-a3e0-bc39a33bb07b
- Nationale Bibliotheek van Israël: 987007302974905171
- Nederlandse Thesaurus van Auteursnamen: 074891456
- Système universitaire de documentation: 078061407
- Virtual International Authority File: 66654705
- WorldCat: E39PBJfRGPpD3ybpFMqfbKwjYP